# Певај, брате 2
Певај, брате 2 или Певај, брате на врху Европе је српска позоришна представа, настала по тексту Стевана Копривице, у продукцији Фави театра из Београда. Представља наставак представе Певај, брате из 2009. која је постигла велики успех. Премијерно је одиграна 16. октобра 2013. године у Дому синдиката.

## Радња
Маријан Девић Девил, Горан Ћирковић Фајта и Урош Џемић У-Џејл су успели да остваре своје снове и представљају Србију на Песми Евровизије. Први проблеми настају на генералној проби, јер су се потукли представници Грчке и Немачке.

## Улоге
| Глумац            | Улога                |
| ----------------- | -------------------- |
| Андрија Милошевић | Маријан Девић Девил  |
| Милан Калинић     | Горан Ћирковић Фајта |
| Милан Васић       | Урош Џемић У-Џејл    |

## Турнеја
| Земља            | Град               | Позориште                        | Датум              | Број посетилаца | Напомена                            |
| ---------------- | ------------------ | -------------------------------- | ------------------ | --------------- | ----------------------------------- |
| Србија           | Вршац              | Центар Миленијум                 | 8. октобар 2013.   |                 | Претпремијера                       |
| Србија           | Баточина           |                                  | 9. октобар 2013.   |                 | Претпремијера                       |
| Србија           | Параћин            | Културни центар                  | 10. октобар 2013.  |                 | Претпремијера                       |
| Србија           | Сремска Митровица  | Позориште Добрица Милутиновић    | 11. октобар 2013.  |                 | Претпремијера                       |
| Македонија       | Куманово           |                                  | 12. октобар 2013.  |                 | Претпремијера                       |
| Србија           | Нови Сад           | Свечана сала пословног центра    | 14. октобар 2013.  |                 | Претпремијера                       |
| Србија           | Београд            | Дом синдиката                    | 16. октобар 2013.  |                 | Премијера                           |
| Србија           | Бор                | биоскоп „Звезда“                 | 22. октобар 2013.  |                 |                                     |
| Србија           | Београд            | Дом синдиката                    | 30. октобар 2013.  |                 | Реприза                             |
| Србија           | Панчево            | Дом Војске                       | 2. новембар 2013.  |                 |                                     |
| Србија           | Обреновац          | Спортско културни центар         | 5. новембар 2013.  |                 |                                     |
| Република Српска | Бања Лука          | Хала Обилићева                   | 7. новембар 2013.  |                 |                                     |
| Република Српска | Бијељина           | Сала Биоскопа                    | 8. новембар 2013.  |                 |                                     |
| Србија           | Сечањ              | Културни центар                  | 9. новембар 2013.  |                 |                                     |
| Србија           | Пожаревац          | Центар за културу                | 13. новембар 2013. |                 |                                     |
| Србија           | Београд            | Дом синдиката                    | 14. новембар 2013. |                 |                                     |
| Србија           | Смедерево          | Центар за културу Смедерево      | 19. новембар 2013. |                 |                                     |
| Црна Гора        | Пљевља             | Дом Војске                       | 23. новембар 2013. |                 |                                     |
| Србија           | Књажевац           | Дом културе Књажевац             | 3. децембар 2013.  |                 |                                     |
| Словенија        | Љубљана            | Цанкаријев дом                   | 5. децембар 2013.  |                 |                                     |
| Република Српска | Добој              | Центар за културу и образовање   | 6. децембар 2013.  |                 |                                     |
| Република Српска | Бања Лука          | Хала Обилићева                   | 7. децембар 2013.  |                 |                                     |
| Србија           | Кладово            | Центар за културу                | 10. децембар 2013. |                 |                                     |
| Србија           | Аранђеловац        | Центар за културу                | 24. децембар 2013. |                 |                                     |
| Србија           | Лазаревац          | Центар за културу                | 26. децембар 2013. |                 |                                     |
| Србија           | Нови Сад           | Спенс                            | 30. јануар 2014.   |                 |                                     |
| Србија           | Београд            | Дом синдиката                    | 11. фебруар 2014.  |                 |                                     |
| Србија           | Пријепоље          | Дом културе                      | 12. фебруар 2014.  |                 |                                     |
| Црна Гора        | Тиват              | Центар за културу                | 13. фебруар 2014.  |                 |                                     |
| Црна Гора        | Подгорица          | Киц Будо Томовић                 | 14. фебруар 2014.  |                 |                                     |
| Црна Гора        | Бар                | Центар за културу                | 15. фебруар 2014.  |                 |                                     |
| Црна Гора        | Бечићи             | Хотел Медитеран                  | 16. фебруар 2014.  |                 |                                     |
| Србија           | Ниш                | Дом Војске                       | 18. фебруар 2014.  |                 |                                     |
| Канада           | Торонто            |                                  | 22. фебруар 2014.  |                 |                                     |
| Канада           | Ванкувер           |                                  | 23. фебруар 2014.  |                 |                                     |
| Србија           | Стара Пазова       | Центар за културу                | 26. фебруар 2014.  |                 |                                     |
| Србија           | Београд            | Дом синдиката                    | 27. фебруар 2014.  |                 |                                     |
| Србија           | Младеновац         | Центар за културу                | 28. фебруар 2014.  |                 |                                     |
| Србија           | Ужице              | Народно позориште                | 5. март 2014.      |                 |                                     |
| Србија           | Ваљево             | Центар за културу                | 6. март 2014.      |                 |                                     |
| Србија           | Нови Сад           | Спенс                            | 7. март 2014.      |                 |                                     |
| Црна Гора        | Бечићи             | Хотел Медитеран                  | 11. март 2014.     |                 |                                     |
| Црна Гора        | Бар                | Центар за културу                | 12. март 2014.     |                 |                                     |
| Црна Гора        | Тиват              | Центар за културу                | 13. март 2014.     |                 |                                     |
| Црна Гора        | Херцег Нови        | Дворана Парк                     | 14. март 2014.     |                 |                                     |
| Црна Гора        | Подгорица          | Киц Будо Томовић                 | 15. март 2014.     |                 |                                     |
| Србија           | Алексинац          | Позориште                        | 17. март 2014.     |                 |                                     |
| Србија           | Краљево            | Дом Војске                       | 19. март 2014.     |                 |                                     |
| Србија           | Јагодина           | Дани комедије                    | 20. март 2014.     |                 |                                     |
| Хрватска         | Загреб             | Гумбекови дани (Хистрионски дом) | 22. март 2014.     |                 |                                     |
| Србија           | Зрењанин           | Дом омладине                     | 25. март 2014.     |                 |                                     |
| Швајцарска       | Цирих              | VOLKSHAUS Staufacherstrasse 60.  | 29. март 2014.     |                 |                                     |
| Србија           | Крагујевац         |                                  | 1. април 2014.     |                 |                                     |
| Србија           | Косовска Митровица | Звечани                          | 8. април 2014.     |                 |                                     |
| Македонија       | Скопље             | Универзална сала                 | 14. април 2014.    |                 |                                     |
| Македонија       | Куманово           | Центар за културу                | 16. април 2014.    |                 |                                     |
| Македонија       | Скопље             | Универзална сала                 | 7. мај 2014.       |                 |                                     |
| Швајцарска       | Сент Гален         | Rorschach                        | 16. мај 2014.      |                 |                                     |
| Хрватска         | Загреб             | Хистрионски дом                  | 20. мај 2014.      |                 |                                     |
| Србија           | Лепосавић          | Центар за културу                | 27. мај 2014.      |                 |                                     |
| Србија           | Београд            | Дом синдиката                    | 5. јун 2014.       |                 | Хуманитарно играње за жртве поплава |
| Србија           | Врњачка Бања       | Центар за културу                | 6. јун 2014.       |                 |                                     |
| Србија           | Требиње            | Културни центар                  | 19. јун 2014.      |                 |                                     |
| Србија           | Пирот              | Дом Војске                       | 24. јун 2014.      |                 |                                     |
| Црна Гора        | Херцег Нови        | Дворана Парк                     | 14. август 2014.   |                 |                                     |
| Црна Гора        | Тиват              | Летња позорница                  | 15. август 2014.   |                 |                                     |
| Црна Гора        | Бечићи             | Конгресна сала хотела Медитеран  | 16. август 2014.   |                 |                                     |
| Немачка          | Франкфурт          |                                  | 4. октобар 2014.   |                 |                                     |
| Република Српска | Бања Лука          | Дворана Обилићево                | 17. октобар 2014.  |                 |                                     |
| Србија           | Београд            | Дом синдиката                    | 21. октобар 2014.  |                 |                                     |
| Србија           | Бачка Топола       | Дом културе                      | 24. октобар 2014.  |                 |                                     |
| Србија           | Лесковац           | Народно позориште                | 1. новембар 2014.  |                 |                                     |
| Србија           | Свилајнац          | Дом културе                      | 4. новембар 2014.  |                 |                                     |
| Србија           | Неготин            | Дом културе                      | 12. новембар 2014. |                 |                                     |
| Србија           | Трстеник           | Дом културе                      | 13. новембар 2014. |                 |                                     |
| Србија           | Београд            | Установа културе Вук Караџић     | 18. новембар 2014. |                 |                                     |
| Србија           | Ниш                | Дом Војске                       | 25. новембар 2014. |                 |                                     |
| Србија           | Београд            | Установа културе Вук Караџић     | 10. децембар 2014. |                 | Сцена „Александар Поповић“          |
| Србија           | Барајево           | Центар за културу                | 12. децембар 2014. |                 |                                     |
| Србија           | Лесковац           | Позориште                        | 13. децембар 2014. |                 |                                     |
| Србија           | Пландиште          |                                  | 22. децембар 2014. |                 |                                     |
| Србија           | Параћин            |                                  | 24. децембар 2014. |                 |                                     |
| Србија           | Чачак              |                                  | 28. јануар 2015.   |                 |                                     |
| Србија           | Барајево           |                                  | 30. јануар 2015.   |                 |                                     |
| Србија           | Београд            | УК Вук Караџић                   | 31. јануар 2015.   |                 |                                     |
| Србија           | Краљево            |                                  | 14. фебруар 2015.  |                 |                                     |
| Србија           | Нови Сад           |                                  | 1. март 2015.      |                 |                                     |